# Charybdis
Charybdis er i græsk mytologi en monstrøs malstrøm, der ligger i nærheden af Skyllas klippe.
Charybdis var oprindelig en nymfe, datter af Poseidon og Gaia, der for at udvide sin fars rige oversvømmede dele af den græske kyst. Det gjorde Zeus så vred, at han forvandlede hende til en malstrøm, der tre gange om dagen måtte sluge en enorm mængde vand.
Ifølge traditionen lå Charybdis ved et smalt stræde nær Sicilien, og det er ofte blevet tolket som Messinastrædet.
Både Odysseus og Æneas kom forbi Charybdis, men sidstnævnte (Æneas) blev dog nødt til at sejle hele vejen uden om Sicilien.
Da uhyret Skylla boede tæt på Charybdis, hed det i antikken at "sejle mellem Skylla og Charybdis". Det betyder at færdes på en snæver vej med farer på begge sider.